# Franz Wallischeck

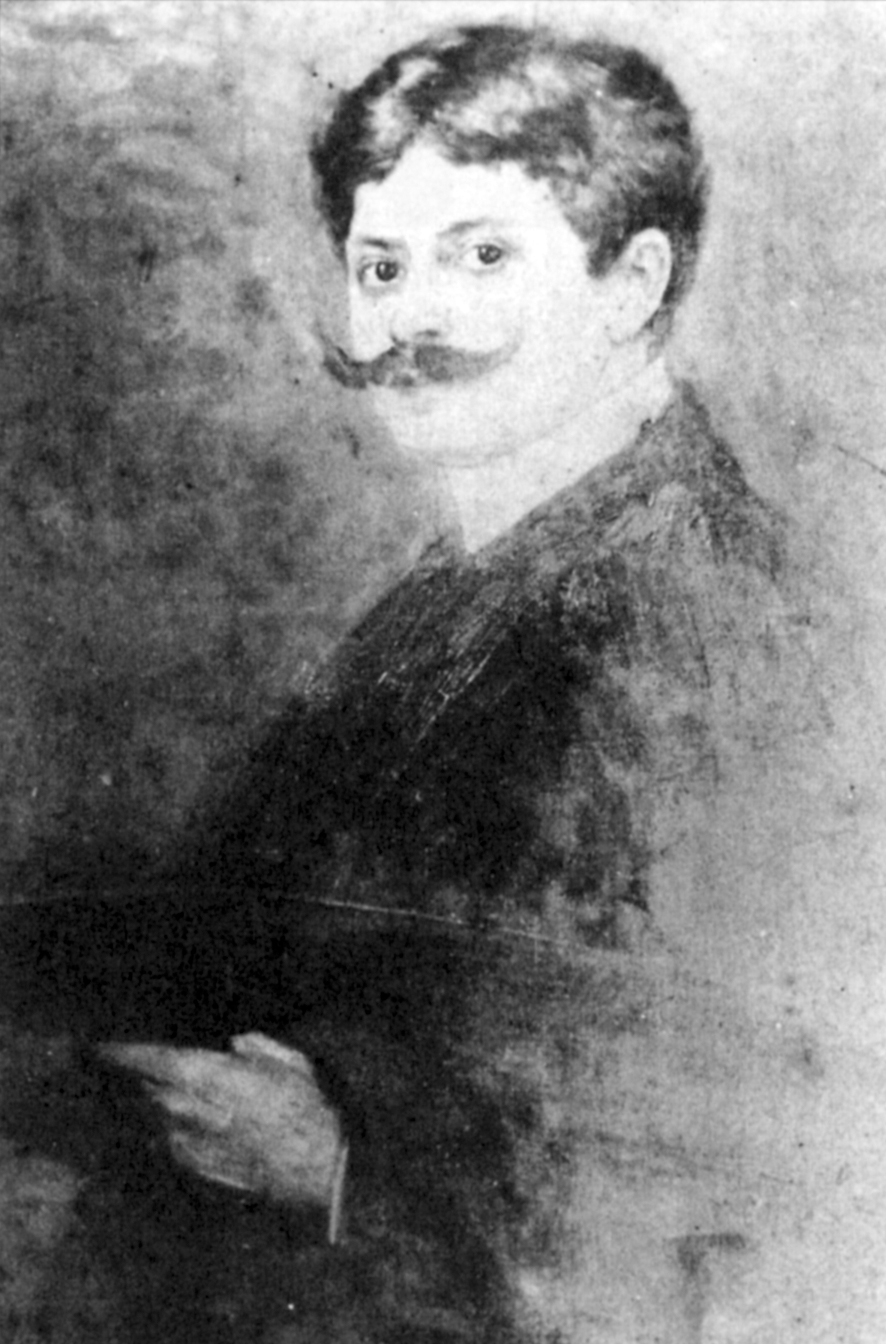
Franz Wallischeck, Selbstbildnis

Franz Wallischeck (* 3. Dezember 1865 in Wiesloch; † 23. Februar 1941 in Karlsruhe) war ein deutscher Maler. Er schuf insbesondere Landschaftsgemälde, hat aber auch an der Ausmalung einiger Kirchen mitgewirkt. Er begründete die Hollerbacher Malerkolonie.

## Leben
Er war der Sohn des Dekorations- und Kirchenmalers Sebastian Wallischeck (1827–1883) und studierte an der Kunstgewerbeschule in München Architektur und Innendekoration. In einer Möbelfabrik im Rheinland fand er seine erste Anstellung. Danach studierte er an der Großherzoglich Badischen Kunstschule Karlsruhe bei Leopold Graf von Kalkreuth, Caspar Ritter und schließlich bei Claus Meyer in dessen Meisterklasse. Studienreisen führten ihn nach Rom und Florenz, in die Niederlande und nach Belgien, nach Paris und London. Bereits um 1890 nannte er sich selbst „Kunstmaler“ und richtete sich ein Atelier in Karlsruhe ein. Gleichzeitig suchte er die Naturverbundenheit, die er in Hollerbach fand, wo er sich in einem kleinen Haus einmietete, die Hollerbacher Jagd pachtete und mit Arthur Grimm ab 1907 die Hollerbacher Malerkolonie begründete. Dort lernte er von seinen Künstlerfreunden die Malweise von Wilhelm Trübner kennen und veränderte seinen Stil. Er zog sich vollkommen aufs Dorf zurück und wohnte lieber in einer bäuerlichen Umgebung, so ist er über die badischen Grenzen hinaus kaum bekannt geworden. Zurückgezogen und verarmt starb er 1941 in Karlsruhe.
In Buchen im badischen Odenwald, wozu Hollerbach seit 1975 zählt, ist eine Straße nach ihm benannt.
Seine Brüder Joseph und Karl waren nicht minder künstlerisch begabt, wirkten jedoch insbesondere im väterlichen Dekorationsmalerbetrieb, wenngleich sich auch von ihnen Ölgemälde erhalten haben.

## Werk
Zu seinen bedeutenden Werken zählen die Ausmalung der Pankratiuskirche in Mudau (1897/1898), die Mitwirkung bei der Ausmalung der Bonifatiuskirche in Heidelberg (1903), die Ausmalung der Herz-Jesu-Kirche in Mannheim und einige der Deckengemälde bei der Sanierung der Laurentiuskirche in Wiesloch (1907). Ansonsten hat er überwiegend Landschaftsbilder gemalt.